# Елисеев, Олег Анатольевич
Оле́г Анато́льевич Елисе́ев (род. 15 августа 1978, Рязань, СССР) — российский футболист. Рекордсмен рязанского футбола по числу сыгранных матчей.

## Карьера
Воспитанник рязанской футбольной секции «Станкозавод». В начале взрослой карьеры играл на любительском уровне за городские клубы «Рязсельмаш» и «Феникс».
Первой профессиональной командой Елисеева был рязанский «Спартак», но, сыграв за него только один кубковый матч, футболист перешёл в «Спартак» Рыбное, за который отыграл только 4 матча, после чего клуб снялся с соревнований. В 1998 году вернулся в «Спартак», где завоевал место в стартовом составе и забил свои три первых гола. В 2000 году начал выступления за «Рязань», где провёл девять лет, пока команда не прекратила своё существование, и Елисеев вместе с одноклубниками перешёл в только образовавшуюся «Звезду» (позднее — ФК «Рязань»). В 2010-е годы был капитаном команды.
Весной 2018 года достиг отметки в 550 матчей за рязанские клубы и стал рекордсменом по числу матчей, обойдя Владимира Иванова (548).